# Pierre Desloges
Pierre Desloges (Touraine, 1747 — c. 1799) foi um escritor francês.
Pierre Desloges mudou-se para Paris ainda jovem, onde se tornou um encadernador e estofador. Ele ficou surdo aos sete anos de idade, devido à varíola, mas só aprendeu a língua gestual aos vinte e sete anos, quando foi ensinado por um surdo italiano.
Em 1779, ele escreveu aquilo que pode ser considerado o primeiro livro publicado por uma pessoa surda, em que ele levantou atenções para o uso da língua gestual na educação dos surdos. Foi em parte uma refutação das opiniões do Abade Deschamps, que havia publicado um livro argumentando contra o uso dos gestos. Desloges explicou, "como um francês, que vê o seu idioma minimizados por um alemão, que só conhece algumas palavras francesas, pensei eu era obrigado a defender a minha língua contra as falsas acusações deste autor." Ele descreve uma comunidade de surdos usando a língua gestual (agora designada por Antiga Língua Gestual Francesa), muitos dos quais não teriam conhecimento do francês, falado ou escrito.
A Charles-Michel de l'Épée e a sua escola têm sido muitas vezes creditada a invenção da língua gestual. Desloges, em seu livro prova que a língua gestual é anterior Antiga Língua Gestual Francesa e que ela é verdadeiramente a invenção de pessoas surdas.
Desloges também escreveu uma série de livros políticos em torno da época da Revolução Francesa. A hora e o local de sua morte são desconhecidos. Alguns sugerem que ele morreu em 1799.